# Ptychadena tellinii
Ptychadena tellinii es una especie  de anfibios de la familia Ranidae.

## Distribución geográfica
Se encuentra en Burkina Faso, Camerún, República Centroafricana, República Democrática del Congo, Costa de Marfil, Eritrea, Etiopía, Ghana, Malí, Nigeria, Sierra Leona, Togo y, posiblemente en Benín, Chad,  Guinea, Liberia y Sudán.

## Estado de conservación
Se encuentra amenazada de extinción por la pérdida de su hábitat natural.